# Licaria peckii
Licaria peckii är en lagerväxtart som först beskrevs av Ivan Murray Johnston, och fick sitt nu gällande namn av André Joseph Guillaume Henri Kostermans. Licaria peckii ingår i släktet Licaria och familjen lagerväxter. Inga underarter finns listade i Catalogue of Life.